# Serena Lo Bue
Serena Lo Bue (* 4. August 1995 in Palermo) ist eine italienische Ruderin. 2018 gewann sie gemeinsam mit ihrer älteren Schwester Giorgia die Goldmedaille im Leichtgewichts-Zweier ohne Steuerfrau bei den Ruder-Weltmeisterschaften.

## Karriere
Zum ersten Mal trat sie im Jahr 2011 gemeinsam mit ihrer älteren Schwester Giorgia im Zweier ohne Steuerfrau bei den Junioren-Weltmeisterschaften 2011 im britischen Ort Eton an. Nachdem die beiden bereits ihren Vorlauf gewinnen konnten, gewannen sie vor den Booten aus Deutschland und Griechenland das Finale und damit die Goldmedaille. Diese Goldmedaille konnten die beiden im darauffolgenden Jahr in Plowdiw bei den Juniorenweltmeisterschaften 2012 verteidigen. Im Finale gewannen sie vor den Booten aus der USA und aus Griechenland. Zudem gehörte Serena Lo Bue und auch ihre Schwester zudem zum italienischen Achter und dieser konnte sich im Finale hinter dem rumänischen und dem US-amerikanischen Boot die Bronzemedaille sichern.
Im Jahr 2013 startete Serena Lo Bue ohne ihre Schwester bei den Ruder-Juniorenweltmeisterschaften in dem litauischen Ort Trakai und gehörte dabei zum italienischen Achter. Nachdem sich der italienische Achter über den Hoffnungslauf für das Finale qualifizierte, gewann die Besatzung im Finale hinter den Booten Rumänien und Deutschland die Bronzemedaille. Im Jahr 2014 gehörte Serena neben Valentina Rodini, Greta Masserano und Giorgia Lo Bue zum Leichtgewichts-Doppelvierer, welcher bei den U23-Ruder-Weltmeisterschaften in Varese startete. Nachdem sie den Vorlauf für sich entscheiden konnten, gewannen sie im Finale hinter dem deutschen Boot und vor dem Boot aus der Schweiz Silber.
Nachdem sie sowohl 2015 als auch 2016 nicht bei den U23-Ruder-Weltmeisterschaften starten durfte, ging sie 2017 gemeinsam mit Caterna di Fonzo bei den U23-Ruder-Weltmeisterschaften in Plowdiw im Zweier ohne Steuerfrau an den Start und qualifizierten sich nur für das B-Finale, in welchen sie den vierten Platz belegten. Schlussendlich belegten sie den zehnten Platz. Im Jahr 2018 startete Serena Lo Bue erstmals bei den Ruder-Weltmeisterschaften und bildete mit ihrer älteren Schwester Giorgia den italienischen Leichtgewichts-Zweier ohne Steuerfrau. In dieser Klasse gingen neben ihnen nur noch das US-amerikanische Boot bestehend aus Jennifer Sager und Jillian Zieff an den Start. Den finalen Lauf entschieden die beiden Schwestern mit etwa 15 Sekunden Vorsprung für sich und sicherten sich die Goldmedaille.